# Ruch Wyzwolenia Wysp Świętego Tomasza i Książęcej-Partia Socjaldemokratyczna
Ruch Wyzwolenia Wysp Świętego Tomasza i Książęcej–Partia Socjaldemokratyczna (Movimento de Libertação de São Tomé e Príncipe – Partido Social Democrata, w skrócie MLSTP-PSD) – jedna z głównych partii politycznych Wysp Świętego Tomasza i Książęcej. Do 1972 roku nosiła nazwę Komitet Wyzwolenia Wyspy Świętego Tomasza i Książęcej (Comitê pela Libertação de São Tomé e Príncipe), a następnie Ruch Wyzwolenia Wysp Świętego Tomasza i Książęcej (Movimento de Libertação de São Tomé e Príncipe). W październiku 1990 roku dodano do dotychczasowej nazwy Partido Social Democrata zmieniając tym samym po raz kolejny nazwę.

## Historia
Partia została założona w 1960 roku jako Komitet Wyzwolenia Wyspy Świętego Tomasza i Książęcej przez emigrantów w Gabonie. Założycielami byli: Leonel Mário d’Alva, Cícero Santiago, Nazaré Mendes, Pedro Rita Vaz de Alcântara, Armindo d’Alva Ribeiro, Junqueira d’Alva, Guadalupe de Ceita i Miguel Trovoada. W 1961 roku Kongres dołączył do Conferência das Organizações Nacionalistas das Colónias Portuguesas (Konferencji Organizacji Nacjonalistycznych Kolonii Portugalskich (CONCP)) i wraz z innymi grupami komunistycznymi i socjalistycznymi podejmował próby obalenia rządów kolonialnych w Afryce. W czasach reżimu António de Oliveiry Salazara wszelkie akcje polityczne były surowo zabronione i kontrolowane przez PIDE. Podobnie jak wszystkie ruchy niepodległościowe w Imperium Portugalskim Komitet był początkowo pod wpływem marksizmu. 12 lipca 1972 roku podczas spotkania w Malabo nazwę grupy zmieniono na Ruch Wyzwolenia Wysp Świętego Tomasza i Książęcej.

### Niepodległość
Po rewolucji goździków w Portugalii 25 kwietnia 1974 roku postanowiono pozbyć się kolonii. Pierwsze rozmowy podjęto 28 września 1974 roku w Libreville. Przedstawiciele rządu hiszpańskiego proponowali konsultacje społeczne, ale po protestach MLSTP 3 października 1972 roku uznano ja za jedynego i prawowitego przedstawiciela ludności Wysp Świętego Tomasza i Książęcej. 26 listopada 1974 roku w Algierze podpisano porozumienie w którym na datę ogłoszenia niepodległości wyznaczono 12 lipca 1975 roku i zorganizowanie wcześniej wyborów do zgromadzenia konstytucyjnego. Ustalono również, że 21 grudnia władzę w kraju przejmie rząd tymczasowy z pięcioma ministrami z MLSTP, w tym premierem Leonelem d’Alva. W wyborach, które odbyły się 7 lipca partia zdobyła wszystkie 16 miejsc w zgromadzeniu konstytucyjnym. Jego kadencja trwała 90 dni, a zadaniem było przygotowanie konstytucji. % listopada odbyło się wspólne posiedzenie Biura Politycznego MLSTP i Zgromadzenia Ustawodawczego podczas którego przez aklamację konstytucja została zatwierdzona. W składzie biura politycznego znaleźli się: Miguel Trovoada, Leonel Mário de Alva, Carlos Dias da Graça, Alda Graça do Espírito Santo, José Fret Lau Chong, João de Alva Tores i Alexandrina Barros Lima. W konstytucji zapisano również, że partia MLSTP jako awangarda rewolucyjna odpowiada za politykę i ma prawo wyboru kierunku politycznego państwa.
Po jej zatwierdzeniu Zgromadzenie rozwiązało się, a zgodnie z konstytucja zostało powołane na cztery lata Zgromadzenie Narodowe w skład którego weszli przedstawiciele partii, członkowie rządu, przedstawiciele organizacji młodzieżowych i kobiecych, 5 reprezentatywnych obywateli, a za wybór wszystkich kandydatów odpowiadała MLSTP.
Przewodniczący MLSTP Manuel Pinto da Costa został wybrany pierwszym prezydentem kraju, a MLSTP sprawowała władzę do 1991 roku. W tym okresie partia utrzymywała bliskie stosunki ze Związkiem Radzieckim, Kubą, NRD i Chińską Republiką Ludową. W związku z narastającymi trudnościami gospodarczymi po 1985 roku partia stopniowo odsunęła się od bloku wschodniego. Pod koniec 1989 roku część partii zaangażowała się w demokratyzację kraju i w sierpniu 1990 roku w referendum została przyjęta nowa konstytucja. Zniosła system jednopartyjny i zaczęły powstawać nowe partie.
Kongres partii w październiku 1990 roku wybrał Carlosa da Graça na nowego sekretarza generalnego, zmieniając nazwę partii przez dodanie do nazwy partii socjaldemokratyczna na (MLSTP-PSD). Zmieniona zostaje również flaga.
Podczas pierwszych wolnych wyborów 20 stycznia 1991 roku MLSTP-PSD osiąga 30,5% głosów uzyskując tym samym 21 z 55 miejsc w parlamencie i jest w opozycji. W wyborach prezydenckich na następcę Manuela Pinto da Costy wygrywa kandydat niezależny Miguel Trovoada.
Podczas wyborów regionalnych w grudniu 1992 roku MLSTP-PSD odnosi ogromny sukces i wygrywa w pięciu z siedmiu prowincji. Podczas kolejnych wyborów parlamentarnych 3 października 1994 roku partia zdobywa 27 z 55 miejsc i wraca do władzy. Jej przewodniczący Carlos da Graça zostaje wybrany premierem. W marcu 1995 partia wygrywa w wyborach powszechnych na Wyspie Książęcej. W wyborach prezydenckich w 1995 roku prezydent Miguel Trovoada został ponownie wybrany w drugiej turze, pokonując po raz drugi byłego prezydenta Manuela Pinto da Costę.
Podczas kolejnego kongresu w maju 1998 roku przewodniczącym partii został Guilherme Posser da Costa. 8 listopada 1998 roku MLSTP-PSD uzyskała po raz pierwszy bezwzględną większość zdobywając 31 miejsc. 27 lutego 2001 roku Costa startuje w wyborach prezydenckich i ponownie przegrywa, tym razem z Fradique de Menezesem, który uzyskuje 55,2% głosów. Wybory parlamentarne w marcu 2002 roku wzmocniły partię, chociaż uzyskała ona tylko 24 z 55 miejsc. Aby rządzić partia musiała szukać koalicjanta.
Po trzech kolejnych porażkach wyborczych, z których ostatnia została poniesiona podczas wyborów samorządowych w 2010 roku, 28 sierpnia 2010 roku Guilherme Posser da Costa rezygnuje z pełnienia funkcji przewodniczącego partii. Zastępuje go wiceprzewodniczący Dionísio Dias, a w styczniu 2011 roku nowym przewodniczącym zostaje wybrany Aurélio Martins. Pod koniec 2011 roku do władzy powrócił pierwszy prezydent Manuel Pinto da Costa, ale nie był już członkiem partii. W czerwcu 2012 roku przewodniczącym partii zostaje wybrany Jorge Amado, a wiceprzewodniczącym Osvaldo Vaz. Amado szybko traci poparcie i podczas wyborów parlamentarnych w 2014 roku na czele listy wyborczej decyzją przewodniczącego, zatwierdzoną przez członków partii staje Vaz. W tym samym roku dysydent partii, António Quintas tworzy przed wyborami Plataforma Nacional para Desenvolvimento de São Tomé e Príncipe (Platformę Narodową Rozwoju Wysp Świętego Tomasza i Książęcej). Do jego partii przeszedł tę inny ważny polityk MLSTO-SD Victor Monteiro.
W styczniu 2016 roku Aurélio Martins zostaje ponownie wybrany przewodniczącym partii.
Przed wyborami parlamentarnymi w 2018 roku Ruch Wyzwolenia Wyspy Świętego Tomasza i Książęcej–Partia Socjaldemokratyczna organizuje ogólnokrajową konferencję w dniach 25–26 listopada 2017 roku. 3 maja 2018 roku Rada Narodowa MLSTP-PSD zawiesza kilku przywódców partyjnych w tym: przewodniczącego Aurélio Martinsa, przewodniczącego grupy parlamentarnej Jorge Amado i specjalnej komisji ds. gospodarczych Zgromadzenia Narodowego Vasco Guivę. Amado został zastąpiony przez Arlindo Barbosa. Powodem zawieszenia było poparcie zwrotu browaru Rosema grupie Ridux de Melo Xavier z Angoli. Powołana zostaje komisja ds. wzmocnienia instytucjonalnego pod przewodnictwem Américo Barrosa, która ma zarządzać partią do wyborów parlamentarnych w październiku 2018 roku.
Podczas piątego zjazdu partii 30 czerwca 2018 roku, w wyborach na przewodniczącego startują: Américo Barros, Elsa Pinto i Jorge Bom Jesus. Przewodniczącym zostaje wybrany ten ostatni, a wiceprzewodniczącymi Elsa Pinto, Américo Barros i Osvaldo Abreu.
W wyborach parlamentarnych MLSTP-PSD zajmuje drugie miejsce i uzyskuje przewagę zdobywając 25 mandatów (z 55). Zawiera koalicję z Partią Konwergencji Demokratycznej–MDFM-UDD w celu utworzenia rządu i uzyskania większości w Zgromadzeniu Narodowym. 3 grudnia 2018 roku Jorge Bom Jesus zostaje premierem.

## Przewodniczący
- Jorge Bom Jesus 2018–[24]
- Jorge Amado 2012–2016
- Aurélio Martins 2011–2012, 2016–2018[24]
- Dionísio Dias (p.o) 28 sierpnia 2010 – styczeń 2011[11]
- Joaquim Rafael Branco 2007–2010[25]
- Guilherme Posser da Costa maj 1998–2005[25]
- Carlos da Graça 1990–1994[25]
- Manuel Pinto da Costa 1972–1990[25]

## Powiązane organizacje polityczne
Z partią związana jest organizacja młodzieżowa Juventude do Movimento de Libertação de São Tomé e Príncipe (JMLSTP). W latach 1975–1991 sekretarzem krajowym JMLSTP był Alcino Pinto. W grudniu 2013 roku przewodniczącym organizacji został wybrany przez 1200 członków Jerssy Costa.
MLSTP–PSD skupia kobiety w Organização das Mulheres de São Tomé e Príncipe (OMSTP lub OMSTEP). Na jej czele w 2016 roku stała była premier Maria das Neves.

## Identyfikacja wizualna

Flaga w latach 1972 do listopada 1975.
Flaga od listopada 1975 do października 1990.